# Varronia caput-medusae
Varronia caput-medusae är en strävbladig växtart som först beskrevs av Paul Hermann Wilhelm Taubert, och fick sitt nu gällande namn av Friesen. Varronia caput-medusae ingår i släktet Varronia och familjen strävbladiga växter. Inga underarter finns listade i Catalogue of Life.